# Fernán Silva Valdés
Fernán Silva Valdés (* 15. Oktober 1887 in Montevideo; † 9. Januar 1975 ebenda) war ein uruguayischer Schriftsteller.

## Leben und Wirken
Manche Gedichte von Silva Valdés wurden in der Zeitschrift Apolo veröffentlicht. 1913 debütierte er mit dem Gedichtband Ánfora de barro, dem 1917 Humo de Incienso folgte. Mit Gedichtsammlungen wie Poemas nativos (1925), Intemperie (1930), Romances chúcaros (1933) und Romancero del sur (1939) profilierte er sich neben Pedro Leandro Ipuche als Begründer des Nativismo in Uruguay. Populär wurde er als Textautor für die Tangos Margarita Punzó und Adiós Argentina (Musik von Gerardo Matos Rodríguez), den kreolischen Walzer Nido deshecho (Musik von Guillermo Barbieri), die Cifra Querencia (Musik von Américo Chiriff), die Milonga En Blanco y Negro (Musik von Néstor Feria), Agua florida (Musik von Ramón Collazo) und Clavel del aire (Musik von Juan de Dios Filiberto).
Zudem war Silva Valdés ein bedeutender Bühnenautor. Sein von Eduardo Fabini komponiertes Ballett Mburucuyá wurde 1936 am Teatro Colón uraufgeführt. Eine Reihe seiner Theaterstücke wurde am Teatro Solis in Montevideo gespielt. 1966 erschien in der Reihe Colección Clásicos Uruguayos eine Gesamtausgabe seiner Werke. 1970 erhielt er den Gran Premio Nacional de Literatura.

## Werke
- Ánfora de barro, 1913
- Humo de Incienso, 1917
- Agua del tiempo, 1921
- Poemas Nativos, 1925
- Intemperie, 1930
- Poesías y Leyendas para Niños, 1930
- Los Romances Chúcaros, 1933
- Leyendas, 1936
- Mburucuyá, Ballett, 1936
- Romancero del Sur, 1938
- Ronda Catonga, 1941
- Cuentos y Leyendas del Río de la Plata, 1941
- Corralito, 1944
- Leyendas Americanas, 1945
- Cuentos del Uruguay, 1945
- Santos Vega, „leyenda gaucha“, 1952
- Lenguaraz, 1955
- Barrio Palermo, 1958